# Johannes Brahms Gesamtausgabe
Die Johannes Brahms Gesamtausgabe, Abkürzung: JBG, ist eine historisch-kritische Neuausgabe des kompositorischen Gesamtwerks von Johannes Brahms, die der Wissenschaft wie auch der musikalischen Praxis dienen soll. Die Ausgabe wird von der Brahms-Forschungsstelle der Universität Kiel herausgegeben und erscheint im G. Henle Verlag in München. Der erste Band erschien 1996 im Druck. Die Ausgabe wird im Rahmen des überregionalen Akademienprogramms der Union der Wissenschaftsakademien gefördert.
Zum 1. Dezember 2011 wurde zusätzlich eine Wiener Arbeitsstelle eingerichtet.
Die JBG soll die alte Gesamtausgabe ablösen, die 1926–27 unter dem Titel Johannes Brahms: Sämtliche Werke in 26 Bänden von der Gesellschaft der Musikfreunde in Wien herausgegeben und vom Verlag Breitkopf & Härtel verlegt wurde.

## Inhalt
Geplant sind mindestens 65 Notenbände mit eingebundenen Kritischen Berichten. Davon sind aktuell (Juni 2015) 22 Bände erschienen. Die Ausgabe ist wie folgt gegliedert:
- Serie I: Orchesterwerke
  - Symphonien
  - Serenaden
  - Ouvertüren
  - Variationen
  - Tänze
  - Konzerte

- Serie I A: Klavierbearbeitungen der Orchesterwerke
  - Symphonien
  - Serenaden und Ouvertüren
  - Konzerte

- Serie II: Kammermusik
  - Werke ohne Klavier
  - Werke mit Klavier

- Serie II A: Klavierbearbeitungen der Kammermusikwerke
  - Streichsextette
  - Streichquintette
  - Streichquartette
  - Klavierquartette

- Serie III: Klavierwerke
  - Werke für zwei Klaviere
  - Werke für Klavier zu vier Händen
  - Werke für Klavier zu zwei Händen
  - Studien, Kadenzen

- Serie IV: Orgelwerke

- Serie V: Chorwerke
  - Chorwerke mit Orchester
  - Chorwerke a cappella (geistlich, weltlich)

- Serie V A: Klavierbearbeitungen der Chorwerke mit Orchester

- Serie VI: Mehrstimmige Gesangswerke mit Klavier oder Orgel
  - Chorwerke und Vokalquartette
  - Duette

- Serie VII: Einstimmige Lieder mit Klavierbegleitung

- Serie VIII: Volksliedbearbeitungen und Vokalkanons

- Serie IX: Bearbeitungen von Werken anderer Komponisten
  - Instrumentalmusik: Bearbeitungen für Klavier; Aufführungsfassungen von Orchesterwerken
  - Vokalmusik: Generalbassaussetzungen; Klavierauszug und Instrumentation von Vokalwerken Franz Schuberts; Aufführungsfassungen von Vokalwerken; Bearbeitungen für Frauenstimmen

- Serie X: Supplement
  - Varia, Skizzen
  - eigenhändige Sammlungen
  - Aufstellung der nachweislich verlorengegangenen Werke und Bearbeitungen
  - Register, Konkordanzen, Nachträge, Corrigenda